# Gadougou II
Gadougou II is een gemeente (commune) in de regio Kayes in Mali. De gemeente telt 9300 inwoners (2009).
De gemeente bestaat uit de volgende plaatsen:
- Baguita
- Fataba
- Gallé (hoofdplaats)
- Limakolé
- Konkonia
- Nioumala